# Aeschynomene schliebenii
Aeschynomene schliebenii är en ärtväxtart som beskrevs av Hermann August Theodor Harms. Aeschynomene schliebenii ingår i släktet Aeschynomene och familjen ärtväxter. Inga underarter finns listade i Catalogue of Life.